# Okhotigone
Okhotigone là một chi nhện trong họ Linyphiidae.